# Tôlanaro (district)
Tôlanaro is een district van Madagaskar in de regio Anosy. Het district telt 257.612 inwoners (2011) en heeft een oppervlakte van 5276 km², verdeeld over 14 gemeentes. De hoofdplaats is Tôlanaro.